# Gränspsykos
Gränspsykos är ett tillstånd som ofta 
beskrivs ett mellanting mellan mani och psykos. Tillståndet är mycket vanligt förekommande hos svårt sjuka patienter med borderline personlighetsstörning.
Gränspsykos leder trots namnet dock sällan till en fullt utvecklad psykos (till skillnad från prepsykos) och är svår att lindra med konventionella antipsykotiska läkemedel.